# Biblioteca Pública Lígia Meurer
A Biblioteca Pública Lígia Meurer é uma biblioteca pública localizada na cidade brasileira de Porto Alegre, capital do estado do Rio Grande do Sul. Mantida pela Secretaria de Cultura do referido estado, está situada na Rua Câncio Gomes, n.° 786, no bairro Floresta.

## História
O antigo nome da Biblioteca Lígia Meurer era Biblioteca Pública São João, esta fundada em 24 de junho de 1959. Originariamente, ela tinha um acervo apenas de literatura infanto-juvenil, mas isso mudou em novembro de 1988, quando passou a atender o público em geral e adotou o nome da bibliotecária Lígia Meurer, como forma de homenagem.
Atualmente, o acervo da biblioteca é variado e compreende 24 mil volumes, dentre livros, periódicos, fitas de vídeo e discos infantis - tudo disponível para consulta local ou empréstimo domiciliar.